# Cykl powieści o Tomku Wilmowskim
Zasugerowano, aby zintegrować ten artykuł z artykułem Tomek Wilmowski. Nie opisano powodu propozycji integracji.
Cykl powieści o Tomku Wilmowskim – cykl dziesięciu powieści przygodowo-podróżniczych dla młodzieży autorstwa Alfreda Szklarskiego, opowiadających o przygodach młodego podróżnika i łowcy zwierząt Tomka Wilmowskiego i jego przyjaciół. Akcja powieści toczy się na początku XX wieku w Australii, Azji, Afryce i obu Amerykach.
Pierwsze siedem tomów powieści ukazało się w latach 1957–1967, a ósmy – będący bezpośrednią kontynuacją siódmego – po dwudziestu latach przerwy, w 1987. Dziewiąty opublikowany tom przygód Tomka został dokończony przez ks. Adama Zelgę i wydany w 1995. W maju 2021 ukazał się dziesiąty tom Tomek na Alasce (napisany przez Macieja Dudziaka na podstawie notatek pozostawionych przez Alfreda Szklarskiego).
Książki były pierwotnie publikowane przez katowickie Wydawnictwo Śląsk, zaś w XXI wieku przez warszawskie wydawnictwo Muza.
W 1948 roku ukazała się książka Tomek w tarapatach wydana pod pseudonimem Fred Garland, opowiadająca o nastolatku podróżującym do Afryki i przeżywającym niezwykłe przygody.

## Książki z cyklu
1. Tomek w krainie kangurów (Europa, Australia, pierwsze wydanie: 1957)
2. Przygody Tomka na Czarnym Lądzie (Afryka Wschodnia, pierwsze wydanie: 1958)
3. Tomek na wojennej ścieżce (pogranicze Stanów Zjednoczonych i Meksyku, pierwsze wydanie: 1959)
4. Tomek na tropach Yeti (Indie, Tybet, pierwsze wydanie: 1961)
5. Tajemnicza wyprawa Tomka (Syberia, pierwsze wydanie: 1963)
6. Tomek wśród łowców głów (Australia, Nowa Gwinea, pierwsze wydanie: 1965)
7. Tomek u źródeł Amazonki (Ameryka Południowa, pierwsze wydanie: 1967)
8. Tomek w Gran Chaco (Ameryka Południowa, pierwsze wydanie: 1987)
9. Tomek w grobowcach faraonów (Egipt, pierwsze wydanie: 1995, współautor Adam Zelga)
10. Tomek na Alasce (Alaska, pierwsze wydanie: 2021, napisany przez Macieja Dudziaka na podstawie notatek, pozostawionych przez Alfreda Szklarskiego)[3].

## Chronologia wydarzeń
Orientacyjna chronologia najważniejszych wydarzeń w cyklu książek Alfreda Szklarskiego o Tomku Wilmowskim.
| Rok  | Wydarzenie | Książka                                     | Źródło                                       |
| ---- | --- | ------------------------------------------- | -------------------------------------------- |
| 1885 | Jan Smuga podejmuje pracę w przedsiębiorstwie Hagenbecka                                                         |                                             | opowiadanie Smugi w Tomku na tropach Yeti    |
| 1887 | Tomek Wilmowski rodzi się w Warszawie                                                                            |                                             |                                              |
| 1890 | Narodziny Sally Allan w Australii                                                                                |                                             | Tomek w krainie kangurów                     |
| 1893 | Ucieczka z kraju Andrzeja Wilmowskiego i Tadeusza Nowickiego                                                     |                                             | opowiadanie Smugi w Tomku w krainie kangurów |
| 1895 | Śmierć matki Tomka                                                                                               |                                             | opowiadanie Smugi w Tomku w krainie kangurów |
| 1896 | Wilmowski poznaje Smugę                                                                                          |                                             | opowiadanie Smugi w Tomku w krainie kangurów |
| 1902 | Wyjazd Tomka z Warszawy do ojca; pierwsza wyprawa do Australii                                                   | Tomek w krainie kangurów                    |                                              |
| 1903 | Wyprawa do Afryki                                                                                                | Tomek na Czarnym Lądzie                     |                                              |
| 1904 | Wakacje Tomka, bosmana Nowickiego i Sally w Ameryce Północnej                                                    | Tomek na wojennej ścieżce                   |                                              |
| 1907 | Smuga z przyjaciółmi wyprawiają się po złoto do Azji                                                             | Tomek na tropach Yeti                       |                                              |
| 1907 | Aresztowanie i zsyłka Zbyszka Karskiego                                                                          |                                             | Tajemnicza wyprawa Tomka                     |
| 1908 | Przyjaciele odbijają Zbyszka z zesłania na Syberii                                                               | Tajemnicza wyprawa Tomka                    |                                              |
| 1909 | Wyprawa do Papui-Nowej Gwinei; bosman Nowicki zostaje kapitanem i właścicielem jachtu „Sita”; ślub Tomka i Sally | Tomek wśród łowców głów                     |                                              |
| 1910 | Smuga porwany w Ameryce Południowej, przyjaciele organizują ekspedycję ratunkową                                 | Tomek u źródeł Amazonki; Tomek w Gran Chaco |                                              |
| 1911 | Wakacje z przygodami w Egipcie                                                                                   | Tomek w grobowcach faraonów                 |                                              |
| 1912 | Ekspedycja Tomka, bosmana i Sally na Alasce                                                                      | Tomek na Alasce                             |                                              |

## Główni bohaterowie
Wykaz obejmuje osoby pojawiające się w więcej niż jednej książce.
- Tomek Wilmowski – bohater tytułowy, w chwili rozpoczęcia akcji pierwszej książki ma 14 lat, w ostatnim tomie cyklu – 24. Uczeń gimnazjum w Warszawie, który wyjeżdża z Polski, aby dołączyć do ojca i uczestniczy z nim w wyprawach mających na celu odłów zwierząt dla ogrodów zoologicznych. Odważny, wysportowany, doskonały strzelec. Po ukończeniu szkoły w Anglii studiuje zoologię. Podczas wyprawy do Nowej Gwinei żeni się ze swoją długoletnią sympatią, Australijką Sally Allan.
- Andrzej Wilmowski – ojciec Tomka, z wykształcenia geograf, wdowiec. W Warszawie pod rosyjskim zaborem kolportował nielegalne pisma patriotyczne, wyśledzony przez carską Ochranę musiał uciekać z kraju. Krótko po jego wyjeździe zmarła jego żona, matka Tomka, i od tego czasu syna wychowywała jej siostra z mężem, a Andrzej Wilmowski utrzymywał go, przysyłając pieniądze. Gdy syn miał 14 lat, sprowadził go do siebie. Pracownik zoo Carla Hagenbecka w Hamburgu, zajmuje się odłowem dzikich zwierząt podczas wypraw. Spokojny i wyważony, troskliwy ojciec. Jako jedyny z głównych bohaterów nie lubi polowań.
- Tadeusz Nowicki – niegdyś terminator ślusarski, w Warszawie współdziałał ze starszym od siebie Andrzejem Wilmowskim w kolportażu pism patriotycznych. Razem z nim musiał uciekać z Polski. Został marynarzem i uzyskał rangę bosmana, a w 1909 r. morskiego kapitana jachtowego. Mężczyzna o wielkiej sile fizycznej, niepokonany w walce, doskonały strzelec (nauczyciel Tomka) i jego najbliższy przyjaciel, traktujący go mimo różnicy wieku jak partnera. Zaprzysięgły kawaler i wielbiciel rumu, którym jednak nigdy się nie upija. W 1909 r. otrzymał od maharani Alwaru w darze duży, pełnomorski jacht.
- Jan Smuga – podróżnik, od młodości jeżdżący po świecie, potem pracownik hamburskiego zoo Hagenbecka. Tam poznał Andrzeja Wilmowskiego i zaprosił go do współpracy. W czasach poprzedzających akcję książek odbył wiele podróży, o których niekiedy wspomina. Doskonały strzelec i myśliwy. Ponieważ z Polski wyjechał legalnie, mógł przyjechać do Warszawy po Tomka, aby zabrać go do ojca. Dla Tomka wzór podróżnika. Jego brat był zesłańcem, uciekł z Syberii przez Tybet do Kaszmiru, ale przypłacił to śmiercią wskutek odmrożeń.
- Sally Allan – Australijka, którą Tomek odnalazł podczas swojej pierwszej wyprawy, gdy zaginęła w skrobie i zwichnęła nogę. Od tego czasu sympatia Tomka, stale korespondują, spędzają razem wakacje w USA, a ostatecznie podczas wyprawy do Nowej Gwinei biorą ślub. Dała Tomkowi psa imieniem Dingo, który uczestniczy z bohaterami w wyprawach. Jest odważna i pewna siebie. Studiowała zoologię, aby podróżować razem z ukochanym.
- Karol Bentley – Australijczyk z Melbourne, syn Australijczyka i Polki, mówiący dobrze po polsku. Zoolog i badacz. Razem z głównymi bohaterami bierze udział w wyprawach po Australii i do Nowej Gwinei.
- Zbigniew Karski – brat cioteczny Tomka, u jego rodziców Tomek mieszkał w Warszawie po śmierci matki. Za działalność patriotyczną (już po wyjeździe Tomka) zesłany na Sybir, skąd uciekł z pomocą Tomka i jego przyjaciół. Później uczestniczył z nimi w wyprawie do Nowej Gwinei, a następnie podjął pracę w Brazylii.
- Natasza Karska – Rosjanka, studentka medycyny zesłana na Sybir, ukochana Zbyszka. Pomogła Tomkowi i jego przyjaciołom odnaleźć go na zesłaniu, po czym uciekła razem z nim. Brała udział w wyprawie do Nowej Gwinei, a po ślubie ze Zbyszkiem zamieszkała z nim w Brazylii.
- Pandit Davasarman – hinduski arystokrata, brat maharani Alwaru. Zaprzyjaźnia się z głównymi bohaterami, uczestniczy z nimi w wyprawie do Tybetu, a potem pomaga w uprowadzeniu Zbyszka i Nataszy z Syberii, wypływając po uciekinierów statkiem żaglowym, który następnie jego siostra ofiarowała Tadeuszowi Nowickiemu.